# Aleksandr Tichonov
Aleksandr Ivanovitj Tichonov (ryska: Александр Ивановин Тихонов), född den 2 januari 1947, är en före detta rysk skidskytt som tävlade under 1970-talet för Sovjetunionen.
Som skidskytt är han en av de största genom historien med fyra raka OS-guld med olika sovjetiska lag. Han vann även 11 VM-guld, varav fem individuella. Efter karriären blev han invald i styrelsen för IBU - det internationella skidskytteförbundet. Han bor i Österrike. 